# Jimmie Dale Gilmore

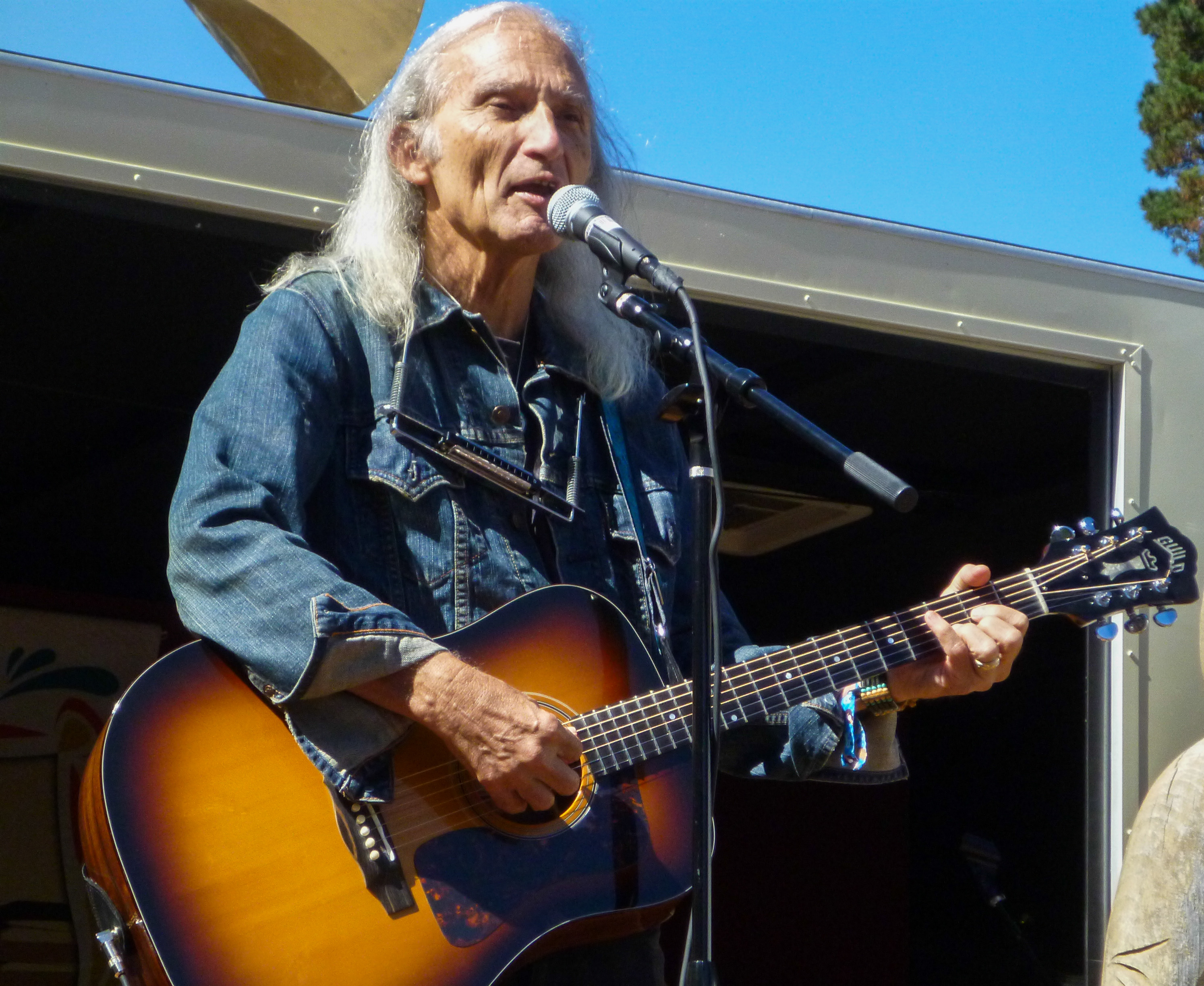
Jimmie Dale Gilmore (2014)

Jimmie Dale Gilmore (* 6. Mai 1945 in Amarillo, Texas) ist ein US-amerikanischer Country-Singer-Songwriter. Gelegentlich trat er auch als Schauspieler in Erscheinung.

## Leben
Er wuchs in Lubbock, Texas auf, der Stadt, die auch Buddy Holly und Delbert McClinton hervorgebracht hatte. Als Teenager lernte er Butch Hancock und Joe Ely kennen. 1971 gründeten die drei zusammen mit weiteren Musikern die Flatlanders. Ein Jahr später wurde in Nashville ein erstes Album eingespielt und die Single Dallas veröffentlicht. Das Album wurde aber von der Schallplattenfirma nur als Kassette veröffentlicht; die Single erwies sich als Flop. Kurze Zeit später lösten sich die Flatlanders auf. Jimmie Dale Gilmore stieg vorübergehend aus dem Musikgeschäft aus und verbrachte die folgenden sechs Jahre in Denver.
1980 zog Gilmore ins texanische Austin und begann in den Clubs der Region aufzutreten. In der Zwischenzeit hatte Joe Ely Karriere gemacht. Die ehemaligen Flatlanders und damit auch Gilmore gewannen dadurch in der Szene an Bekanntheit. Über Ely kam 1988 schließlich ein Plattenvertrag mit dem Label Hightone zustande. Im gleichen Jahr wurde das erste Solo-Album Fair And Square produziert. Wie auch bei den folgenden Alben wurde hauptsächlich selbstgeschriebenes Material und Songs von Butch Hancock verwendet. Sein drittes, von der Kritik hoch bewertetes Album After Awhile gilt als sein musikalischer Durchbruch. Es folgten weitere Produktionen. Einen weiteren Höhepunkt stellt die im Jahr 2000 erschienene CD One Endless Night dar.
Mit seiner eigentümlichen nasalen Tenorstimme war es für Jimmie Dale Gilmore nicht leicht, ein Massenpublikum zu gewinnen. Die unstrittige Qualität seiner Musik verschaffte ihm jedoch eine kleine, aber treue und überzeugte Anhängerschaft. Auf seinen CDs singt er häufig Genre-Klassiker und immer wieder Stücke von Townes van Zandt.
Jimmie Dale Gilmore war gelegentlich auch als Schauspieler tätig. 1993 spielte er sich in Peter Bogdanovichs Komödie The Thing Called Love – Die Entscheidung fürs Leben selbst. Im Kultfilm The Big Lebowski übernahm er 1998 die Nebenrolle des „Smokey“, der bei einem Bowlingspiel angeblich übertrat und daraufhin mit dem von John Goodman gespielten Walter Sobchak in einen Konflikt geriet. Im Drama Parkland (2013) war er als Reverend Saunders zu sehen.

## Diskografie

### Studioalben
| Jahr | Titel                   | Höchstplatzierung, Gesamtwochen, AuszeichnungChartsChartplatzierungen (Jahr, Titel, Platzierungen, Wochen, Auszeichnungen, Anmerkungen) | Anmerkungen       |
| Jahr | Titel                   | Country | Anmerkungen       |
| ---- | ----------------------- | --- | ----------------- |
| 1993 | Spinning Around the Sun | Country62 (3 Wo.)Country |                   |
| 2005 | Come on Back            | Country67 (1 Wo.)Country |                   |
| 2011 | Heirloom Music          | Country64 (1 Wo.)Country | mit The Wronglers |
| 2018 | Downey to Lubbock       | Country41 (1 Wo.)Country | mit Dave Alvin    |

Weitere Studioalben
- 1988: Fair and Square
- 1989: Jimmie Dale Gilmore
- 1991: After Awhile
- 1996: Braver Newer World
- 2000: One Endless Night

### Livealbum
- 1990: Two Roads: Live In Australia (mit Butch Hancock)

### Kompilationen
- 1989: Jimmie Dale Gilmore / Fair And Square
- 2004: Don’t Look For A Heartache

### EPs
- 1994: Mudhoney • Jimmie Dale Gilmore (mit Mudhoney)
- 2006: Rhino Hi-Five: Jimmie Dale Gilmore

### Singles
| Jahr | Titel Album                               | Höchstplatzierung, Gesamtwochen, AuszeichnungChartsChartplatzierungen (Jahr, Titel, Album, Platzierungen, Wochen, Auszeichnungen, Anmerkungen) | Anmerkungen |
| Jahr | Titel Album                               | Country | Anmerkungen |
| ---- | ----------------------------------------- | --- | ----------- |
| 1988 | White Freight Liner Blues Fair and Square | Country72 (5 Wo.)Country |             |
| 1989 | Honky Tonk Song Jimmie Dale Gilmore       | Country85 (2 Wo.)Country |             |

Weitere Singles
- 1984: She’s All Grown Up
- 1991: My Mind’s Got A Mind Of Its Own
- 1994: Blinding Sun
- 2000: No Lonesome Tune